# Marjorie Cottle

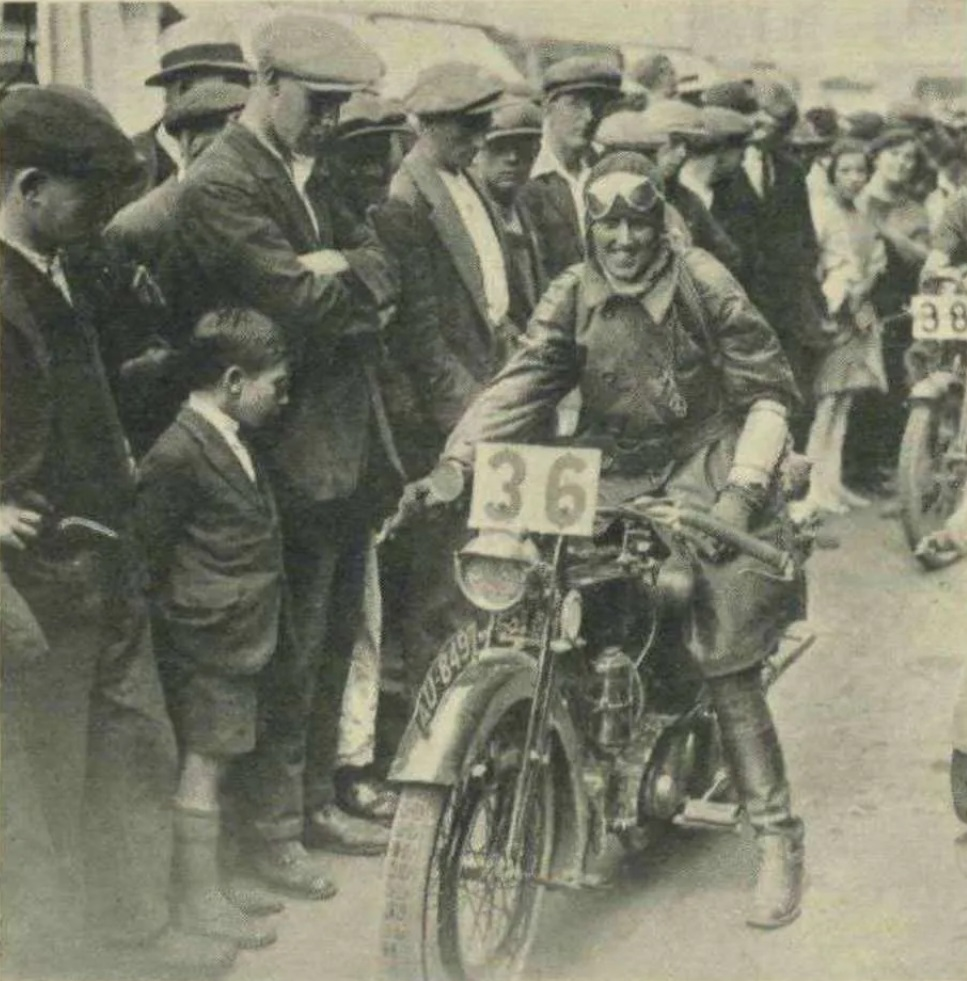
Marjorie Cottle auf einer Raleigh (1925)

Marjorie Cottle (* 5. September 1900 in Seacombe, Wallasey; † 17. Juli 1987) war eine englische Werksrennfahrerin im Motorrad-Geländesport. In den 1920er und 1930er Jahren war sie eine der bekanntesten Motorradfahrerinnen Großbritanniens. Cottle nahm regelmäßig an Zuverlässigkeitsprüfungen (engl.: Trials) teil und galt als eine der besten Fahrerinnen des Landes – über die getrennte Wertung von Damen und Herren hinaus. Ihren größten Erfolg feierte sie im Jahr 1927 bei der 9. Internationalen Sechstagefahrt, wo sie als Teilnehmerin des britischen Frauenteams die „International Silver Vase“ gewann. Es war das einzige Frauenteam, dem dies jemals gelang. In der zeitgenössischen Presse wurde Marjorie Cottle als „the most famous girl rider in the world“ beschrieben.

## Kindheit und Jugend
Marjorie Cottle wurde am 5. September 1900 als Tochter von Emily und William Cottle in Seacombe geboren, einem Vorort von Wallasay, einer kleinen Hafenstadt, gegenüber von Liverpool. Sie hatte eine jüngere Schwester namens Eileen. Ihr Vater, Leiter einer Süßwarenfabrik, war ein begeisterter Motorradfahrer. Sobald sie mit 14 Jahren das Alter erreicht hatte, um legal Motorradfahren zu dürfen, überredete sie ihren Vater, ihr ein Motorrad zu schenken. Er erwarb eine Premier aus der Zeit vor dem Ersten Weltkrieg vom Schrottplatz, die umgebaut werden musste, bevor Marjorie damit fahren konnte. Als sie ihre Fahrtauglichkeit bewiesen hatte, besorgte ihr ihr Vater eine Calthorpe, die sie später mit Gewinn verkaufte, um eine vom Kriegsministerium ausgemusterte Triumph 500 cc zu kaufen.

## Anfänge im Motorsport
Die 500er Triumph wurde dann bei einem Bergrennen des Liverpool MCC eingesetzt. Als einzige Frau und eine von nur zwei Startern (bei 300 Teilnehmern), denen es gelang, den Gipfel des Hügels zu erreichen, erlangte sie überregionale Aufmerksamkeit. 1920 nahm sie an ihrem ersten Motorrad-Trial teil, dem Blake Amateur Trial. Nachdem sie beim North Wales Open Trial eine Goldmedaille gewonnen hatte, überließ ihr der Motorradhersteller Powell aus Wrexham eine Werksmaschine. Später erhielt sie Werksunterstützung von Raleigh, BSA und Triumph. Diese Werksunterstützung reichte von speziell vorbereiteten neuen Maschinen über finanzielle Unterstützung bis hin zu einem kleinen Rabatt auf Ersatzteile. Britische Motorräder wurden damals weltweit exportiert und die Wettbewerbserfolge waren für die Hersteller ein probates Marketingwerkzeug, um sowohl die Maschinen als auch die Fahrer bekannt zu machen.

## Zusammenarbeit mit Raleigh
Cottle fuhr zum ersten Mal bei einem 24-Stunden-Rennen von Birkenhead nach Aberystwyth mit einer Maschine der Raleigh Cycle Company. Es ist unklar, ob sie bei dieser Veranstaltung von Raleigh unterstützt wurde, aber es ist wahrscheinlich, dass ihr die Maschine von Hugh Gibson überlassen wurde, einem damals bekannten Fahrer und Wettkampfmanager von Raleigh. Sie hatte keine Gelegenheit, sich vor Beginn des Rennens mit dem Motorrad vertraut zu machen.
Hugh Gibson plante, mit einer 7 PS starken 798-cm³-Raleigh mit Beiwagen Großbritannien an der Küstenlinie zu umrunden. Das galt damals als nahezu unmöglich, da einige Straßen sehr schlecht waren und die Zuverlässigkeit der Motorräder nicht auf dem heutigen Stand war. Es sollte der längste, von der ACU (Auto-Cycle Union / der britische Motorradsport-Verband) überwachte Ausdauerest „aller Zeiten“ werden. Daraufhin erklärte Marjorie Cottle: „Was der Mann kann, kann auch die Frau“, und kündigte an, dass sie die gleiche Strecke zur gleichen Zeit, aber in entgegengesetzter Richtung fahren werde, um den offiziellen Test nicht zu beeinträchtigen. Sie wählte dafür eine 2,75 PS starke Raleigh mit 348 cm³ Hubraum. Am 12. Juni 1924 kamen beide nach 11 Tagen und 10 Stunden wieder am Start- und Zielpunkt in Liverpool an, nachdem sie 3429 Meilen (5518,4 Kilometer), also durchschnittlich 483 Kilometer pro Tag, zurückgelegt hatten. 1984 stellte Ken Hallworth, ein Raleigh-Besitzer und Freund von Marjorie Cottle, die Reise auf seiner eigenen Raleigh nach.
Vom 5. bis 15. Juli 1926 unternahm Cottle eine 1400 Meilen (2253 Kilometer) lange Werbetour auf einer 174-cm³-Raleigh. Ziel war es zu zeigen, wie geeignet das Motorrad Spezial für Fahrerinnen ist. Ihre Route war so gewählt, dass – nachgezeichnet – das Wort Raleigh in Kursivschrift auf einer Karte des Vereinigten Königreichs zu lesen war. Die erste Etappe von London nach Southampton war der lange Rückenstrich des Buchstabens R. Das Ziel, der untere Teil des zweiten Abwärtsstrichs des h, war in Edinburgh. Es war eine vielbeachtete Reise. In Raleighs die Tour begleitenden Werbe-Anzeigen war eine ähnliche Maschine zum Gewinn ausgeschrieben, die an denjenigen vergeben würde, der die Anzahl der Städte und Dörfer, die sie durchquerte, richtig (oder am nächsten) errät.
Das Einzelhändler-Anzeigenblatt The Garage and Motor Agent war so begeistert von Marjorie Cottles Promotionaktion zugunsten der Motorradindustrie, dass es sie als „zweifellos eine der nützlichsten Propagandistinnen der Branche“ bezeichnete. Sie zeige nicht nur, dass körperliche Stärke für das Führen eines Motorrads nicht ausschlaggebend ist, schrieb die Zeitung. Besonders beeindruckt aber war sie von „der Tatsache, dass Miss Cottle es immer schafft, gut auszusehen, wenn sie ihre Heldentaten ausführt, und nicht zuletzt wie eine professionelle Motorradfahrerin wirkt“. Auf diese Weise „erzeugt sie den bestmöglichen Eindruck beim Publikum“.

## Heirat
Am 5. Januar 1927 heiratete sie Jack Watson-Bourne, einen bekannten Trial-Fahrer, in der Ortschaft Cerrigydrudion in Nordwales. Auch nach ihrer Heirat wurde sie in Presseberichten stets als Miss Cottle bezeichnet.

## Internationale Sechstagefahrt

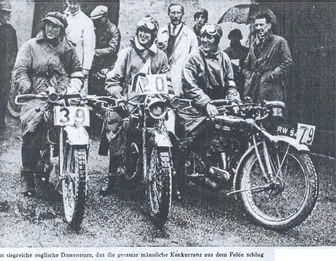
Cottle (Nr. 39) bei den Six Days 1927 mit ihren Teamkolleginnen Louie McLean (Nr. 20) und Edyth Foley (Nr. 79)

Von 1925 bis einschließlich 1939 nahm Cottle jedes Jahr am Internationalen Sechstagerennen teil. Die ACU wählte im August 1927 wie schon im Jahr zuvor die Fahrerinnen Marjorie Cottle, Louie McLean und Edyth Foley als britische B-Mannschaft für das International Six Days Trial (ISDT) aus. Die News of the World brachte am 20. August vorab ein Bild von Cottle, Edyth Foley, Louie McLean und zwei weiteren bekannten Motorradfahrerinnen, Mrs. M. Grenfell und Mrs. Spokes. Darauf wurden die fünf als „die britischen Damen, die bei den International Six Days triumphieren“ vorgestellt. Es waren die 9. International Six Days Trials (ISDT) von 1927 im Lake District, bei denen die britische Damenmannschaft die „International Silver Vase“ vor einer Vielzahl von Konkurrenten gewann.
| Jahr | Ort               | Start-No. | Motorrad       | Preis                                              | Andere weibl. Teilnehmer |
| ---- | ----------------- | --------- | -------------- | -------------------------------------------------- | ------------------------ |
| 1925 | Wales             | 36        | Raleigh        | Goldmedaille                                       | 2                        |
| 1926 | England           | 24        | Raleigh 348 cc | Goldmedaille und 3. in „International Silver Vase“ | 6                        |
| 1927 | England           | 39        | Raleigh 348 cc | Goldmedaille und „International Silver Vase“       | 4                        |
| 1928 | England           | 26        | Raleigh 348 cc | Goldmedaille                                       | 5                        |
| 1929 | Deutschland       | 113       | Raleigh 348 cc | Silbermedaille                                     | 7                        |
| 1930 | Frankreich        | 38        | BSA            | Goldmedaille                                       | 5                        |
| 1931 | Italien           | 78        | BSA 500 cc     | Goldmedaille                                       | 3                        |
| 1932 | Italien           | 19        | BSA 250 cc     | Goldmedaille                                       | 1                        |
| 1933 | Wales             | 94        | BSA 250 cc     | Silbermedaille                                     | 1                        |
| 1934 | Deutschland       | 80        | BSA 250 cc     | Goldmedaille                                       | 3                        |
| 1935 | Deutschland       | 197       | BSA 348 cc     | zurückgezogen                                      | 3                        |
| 1936 | Deutschland       |           | BSA 348 cc     | zurückgezogen                                      | 0                        |
| 1937 | Wales und England | 25        | BSA 250        | Bronze medal                                       | 1                        |
| 1938 | Wales             |           | Triumph 249 cc | Silbermedaille                                     | 1                        |
| 1939 | Österreich        | 255       | Triumph 249 cc | zurückgezogen                                      | 1                        |

Die obigen Informationen stammen aus verschiedenen Ausgaben der Zeitschriften „The Motor Cycle“ und „Motorcycling“.
- 1935 schied sie am 5. Tag aus, weil ein Streckenposten den Vergaserbrand an ihrem Motorrad mit Betonstaub löschte und Cottle dadurch am Neustart hinderte[18]
- 1936 musste Cottle wegen eines festsitzenden Pleuels am Schlusstag zurückziehen.[19]
- 1939 fand das Rennen in den letzten Tagen vor der Kriegserklärung Englands an Deutschland statt. In diesem Jahr schickte Großbritannien sowohl eine zivile als auch eine Militärmannschaft zum Wettbewerb. Nach vier Tagen, als es so aussah, als könne jeden Moment der Krieg ausbrechen, forderten britische Beamte das zivile Team auf, sofort nach England zurückzukehren.[17] Cottle weigerte sich abzureisen, da sie das Ganze für Gerüchte hielt, und weil sie ein so gutes Motorrad hatte, erschien es ihr unklug aufzugeben.[18] Sie nahm am fünften Tag an der Seite des britischen Armeeteams teil. Als auch diesen befohlen wurde, den Wettbewerb aufzugeben, flüchteten Cottle und das Armeeteam mit ihren Motorrädern auf neutrales Territorium in die Schweiz.

## Scottish Six Days Trial (SSDT)
Die Scottish Six Days Trail sind ebenso wie die Internationale Sechstagefahrt ein extremer Belastungstest für Mensch und Maschine. Jeden Tag muss eine festgelegte Anzahl Meilen zurückgelegt werden. Sie beinhaltet beobachtete Tests über schwierige Offroad-Abschnitte und einige Straßenfahrten zwischen den Abschnitten. Marjorie Cottle nahm von 1923 bis 1939 jedes Jahr am SSDT teil. Bei der Veranstaltung von 1923 war sie die einzige teilnehmende Frau. Sie gewann eine Goldmedaille und eine besondere Auszeichnung von Raleigh für „ihre Beharrlichkeit, Ausdauer und ihr meisterhaftes Fahrkönnen im schwersten und schwierigsten jemals aufgezeichneten Wettbewerb“. Im Laufe der Jahre gewann sie zahlreiche weitere Goldmedaillen und Auszeichnungen. Seitdem haben eine Reihe von Fahrerinnen, darunter Mary Driver in den sechziger Jahren, Maria Conway und Katy Sunter, an dieser Veranstaltung teilgenommen.

## Marjorie Cottles Rolle als „Frau im Motorradsport“
1926 nahmen so viele Frauen an verschiedenen Rennen und Prüfungen in ganz Großbritannien teil, dass die Motor Cycle Manufacturers' Union, die Handelsorganisation der Branche, beschloss, einige der prominenteren Fahrerinnen mit einem besonderen Bankett in London zu ehren. Für die Veranstaltung wurde stark geworben, nicht nur in der Mainstream-Presse, sondern auch in Motorradpublikationen und sogar in Frauenzeitschriften wie Home Notes. Marjorie Cottle gewann dort den Preis für die beste Leistung als „Lady Rider“ beim Scott Trial 1927. Sie war die einzige Frau, die den Kurs abschloss. Nach ihrer Teilnahme an den berühmten Scott Trials stellte die Zeitschrift „The Motor Cycle“ anerkennend fest, dass sie die anstrengende Strecke erfolgreich absolviert hatte, „während kräftige Männer vor lauter Erschöpfung aufgegeben hatten“.
Die Tatsache, dass sie oft die einzige weibliche Teilnehmerin war – und dabei sehr erfolgreich, führte dazu, dass sie häufig in Tageszeitungen, Motorradmagazinen und allgemeinen Publikationen präsent war. Ihre Motorradbeherrschung und ihr Fachwissen wurden regelmäßig gelobt, etwa mit der Aussage „besser gefahren, als es sich ein einfacher Mann erhoffen konnte“. Mindestens ein Redakteur sagte ausdrücklich, dass Marjorie Cottle nicht nur danach beurteilt werde, dass sie sich als Frau gut schlage, sondern auch, dass sie besser fahre als die meisten Männer. Sie erlangte aufgrund ihres Aussehens und dem Wert, den sie darauf legte, viel Aufmerksamkeit in der den Medien. Viele Veranstaltungsberichte enthielten Kommentare wie „so glücklich lächelnd wie immer“ oder „wie schick sie aussah, als ihre Mitfahrer zerzaust und schlammig waren“. Cottle schrieb Artikel für verschiedene Publikationen, in denen sie die Vorteile des Motorradfahrens hervorhob und zeigte, wie man dabei elegant aussieht. Sie schrieb, dass Motorradfahren für Motorradfahrerinnen gesund und gut für den Teint sei. Sie bezeichnete sich selbst als Fanatikerin, wenn es darum ging, dass Motorradfahrerinnen sich selbst gerecht werden. Sie beschrieb, dass alle Motorradfahrer von Vorurteilen betroffen seien, Frauen jedoch am häufigsten. Ihr Rat war, sich niemals fotografieren zu lassen, wenn man den falschen Schraubenschlüssel benutzt oder sich schminkt, und ebenso nicht, während man auf dem Motorrad sitzt oder unordentlich und schmutzig ist. Dies wurde auch auf männliche Fahrer ausgeweitet. Sie machte klar, dass man bei den Geländerennen natürlich schmutzig werde, sich aber so gründlich wie möglich reinigen sollte, bevor man eine Bar oder einen anderen öffentlichen Bereich betritt.
Cottle war Mitglied des London Ladies' Motor Club, einem Motorradclub für Frauen mit Sitz in London, der 1926/27 von der Renn- und Stuntfahrerin Jessie Hole (später Jessie Ennis) gegründet wurde. Die Präsidentin des Clubs war Kathleen Pelham Burn (Countess of Drogheda), eine Pilotin und Sportlerin, Betty Debenham war Pressesprecherin. Weitere Mitglieder waren Nancy Debenham, Violette Cordery und Mildred Mary Petre, einer britischen Motorrad- und Speedboat-Rennfahrerin.

## Zweiter Weltkrieg
Im Jahr 1940 nutzte sie ihre Trial-Triumph, um als Meldekurier für die British Home Guard zu fahren. Marjorie Cottle war Gruppenoffizierin des National Fire Service und verantwortlich für die Ausbildung in Nordwales. Sie assistierte auch ihrem Ehemann Jack, der vor seinem Tod im März 1943 im 2nd Signals Training Centre in Prestatyn, Nordwales, militärische Meldekuriere ausbildete.

## Späteres Leben und Vermächtnis
Nachdem sie ihre aktive Wettkampfkarriere beendet hatte, war sie mehrere Jahre lang bei BSA als Motorrad-Verkaufsvertreterin angestellt, obwohl sie offenbar in den Ausstellungsräumen nicht besonders glücklich war und lieber bei Straßen- oder Rundstreckenveranstaltungen eingesetzt worden wäre. Sie engagierte sich intensiv im Vintage Motor Cycle Club, nahm an Treffen teil, hielt Vorträge, nahm an Preisverteilungen teil und saß im Gremium des Brains Trust. Sie fuhr historische Autos bei Classic Trials. 1968 wurde sie von der BBC für ein längeres Interview auf einer BSA Bantam befragt und gefilmt.
Marjorie Cottle starb am 17. Juli 1987 nach kurzer Krankheit im Krankenhaus von Chester. Sie vermachte ihre Trophäensammlung einem Freund, nach dessen Tod 2010 wurden die Stücke bei einem englischen Auktionshaus versteigert wurde.